# Guido Agosti
Pour les articles homonymes, voir Agosti.
Guido Agosti (Forlì 11 août 1901 - Milan, 2 juin 1989) est un pianiste et professeur italien.

## Biographie
Guido Agosti a étudié de 1911 à 1914 au Liceo Musicale de Bologne, sous la direction de Ferruccio Busoni, Bruno Mugellini (it) et Filippo Ivaldi. Il est diplômé de piano à l'âge de 13 ans. Plus tard, il étudie la composition avec Giacomo Benvenuti. Il a commencé sa carrière en tant qu'interprète lors, obtenant un grand succès à la fois en Italie et à l'étranger, mais sa carrière prometteuse en tant que soliste brillant a été souvent entravée par des problèmes nerveux. Il s'est donc consacré à l'enseignement, et entre 1933 et 1949, il a enseigné aux conservatoires de Venise, de Rome et de Milan.
Après la Seconde Guerre mondiale, il a donné d'importants cours de perfectionnement de piano, d'abord à Rome, puis à l'Académie musicale Chigiana de Sienne, formant dans sa longue carrière un grand nombre de musiciens, parmi lesquels Maria Tipo, Daniela Sabatini, Yonty Solomon (en), Peter Bithell, Leslie Howard, Barbara Lister-Sink (en), Martin Jones, Donna Amato, Vladimir Krpan (en), Hamish Milne (en), Dag Achatz (en), Sergio Calligaris, Jean Martin, Raymond Lewenthal, Kun-Woo Paik, Jean-Pierre Ferey, Roger Boss, Daniel Pollack, William Corbett Jones (en), Angela Brownridge, Ian Munro, Geneviève Calame, Sylvia Kersenbaum, Françoise Thinat, Billy Eidi et Eric van Griensven. Il a également fait cours à la Hochschule für Musik Weimar et l'Académie Sibelius d'Helsinki. Il a été souvent membre du jury des importants concours internationaux de piano.
La sonate pour piano d'Ernest Bloch (1935) a été dédiée à Guido Agosti qui l'a créée le 7 février 1936 au Teatro del Popolo à Milan.
Il a repris son activité de concertiste en 1967, en jouant souvent dans un trio avec le flûtiste Severino Gazzelloni, le violoncelliste Enrico Mainardi et le Quartetto di Roma.
Il n'existe que peu d'enregistrements (certains d'entre eux datant de ses dernières années) qui sont consacrés surtout à des compositions de Beethoven (Sonates) et Debussy (Préludes).
Il est connu pour sa transcription en trois mouvements de L'Oiseau de feu d'Igor Stravinsky.